# 福联广场

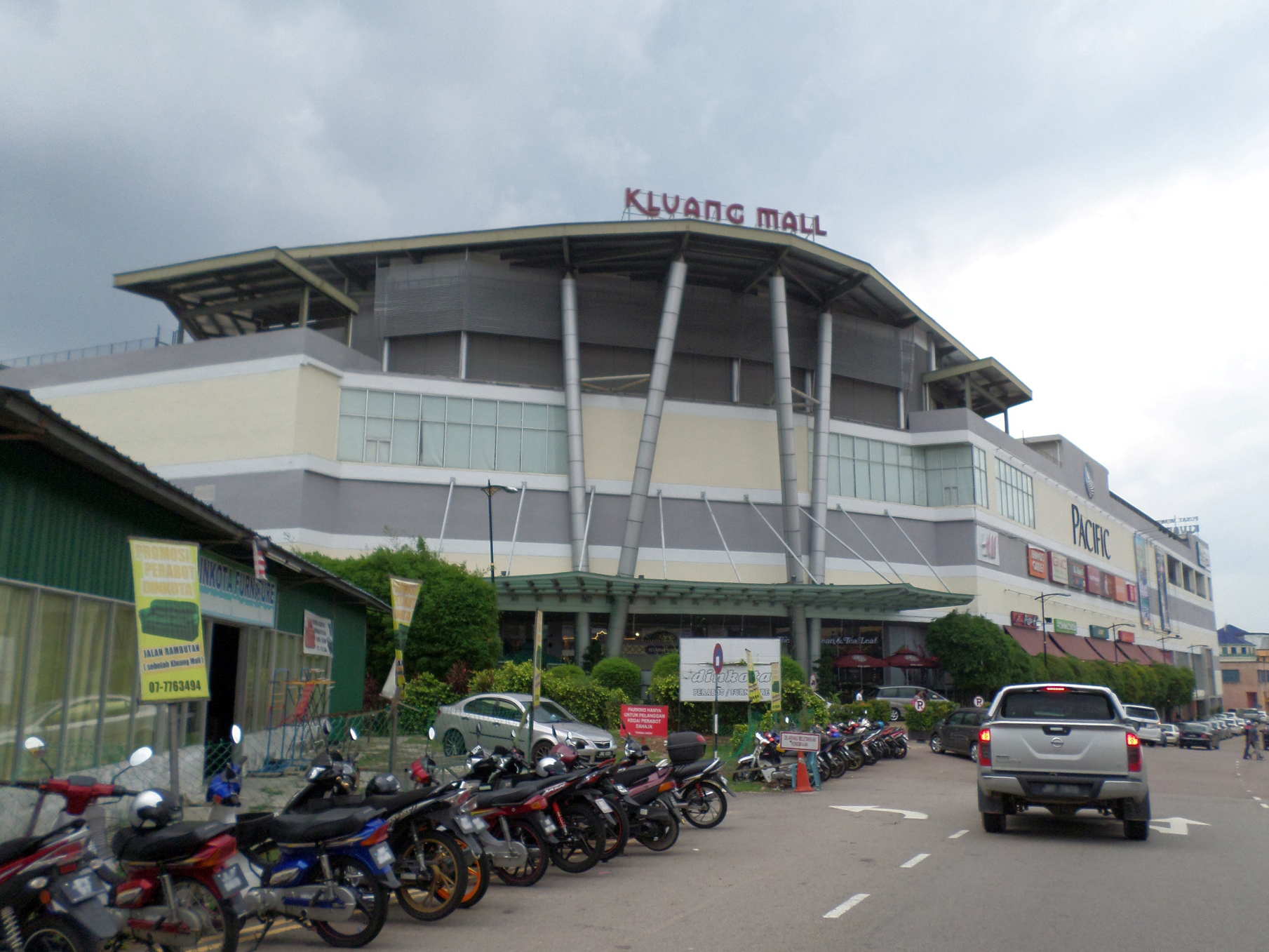
福联广场

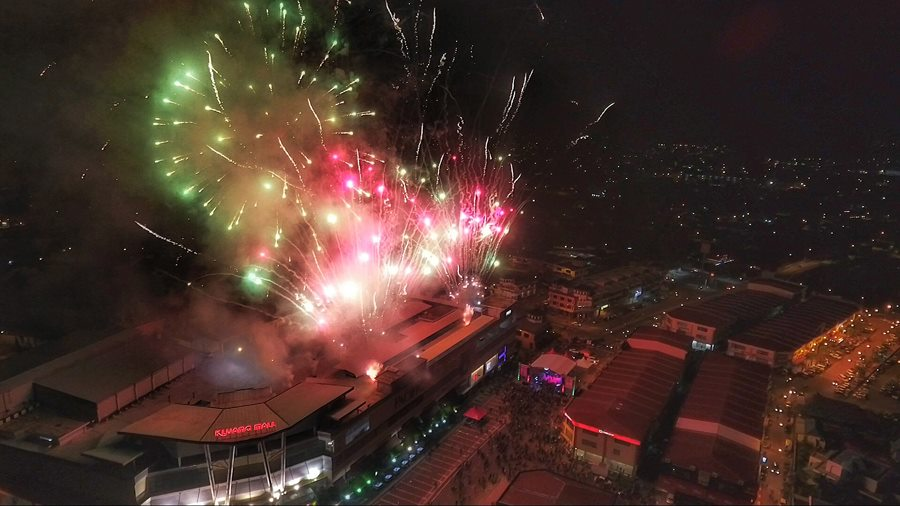
2016年燃放鞭炮

福联广场（英語：Kluang Mall）是一家位于马来西亚柔佛州居銮县的商场，也是居銮有名的地标，于2008年开业。该广场以太平洋大卖场和百货公司、GSC电影院、H&M和优衣库为核心，拥有超过136家专卖店。2019年和2023年曾举行86K嘉年华。
福联广场过去数年曾提供居銮中华中学美设科展出毕业美展的场地。

## 事件
2021年5月31日，福联广场内的太平洋超级市场传出3宗确诊病例，被令关闭6天，以遏制疫情扩散。
2021年7月22日，鉴于前线人员确诊冠病，福联广场宣布从暂时关闭，以进行消毒工作。7月26日议决延长封锁期限。但最终在获得卫生局的批准下，该广场于7月29日获得重新开业。